# The Phantom Planet
The Phantom Planet ist ein in Schwarzweiß gedrehter Science-Fiction-Film von Regisseur William Marshall. Der Film ist im deutschsprachigen Raum nicht aufgeführt worden.

## Handlung
Der Film handelt von dem mysteriösen Planeten Rheton, der die Fähigkeit hat, sich durch Galaxien zu bewegen, um Feinden zu entkommen. Als ein von der Erde ausgesandtes Raumschiff auf ihm landet, atmet Astronaut Capt. Chapman die Atmosphäre ein, was ihn auf die Größe von etwa 20 cm schrumpfen lässt. Er entdeckt, dass Wesen seiner jetzigen Größe unter der Führung von Sessom den Planeten in ein Raumschiff umgebaut haben, um sich gegen die Solariten – große Monster, die das Zwergenvolk verspeisen möchten – zu wehren. Chapman hilft bei ihrem Kampf gegen die Feinde und muss am Ende die stumme Zetha, die sich in ihn verliebt hat, alleine zurücklassen.